# Santa Bernadette Soubirous

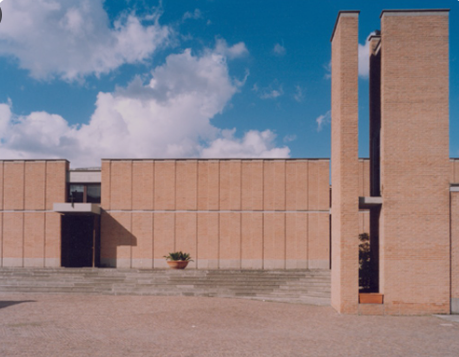
Außenansicht

Santa Bernadette Soubirous ist eine römisch-katholische Pfarr- und Titelkirche in Rom. Sie ist ein Kirchenbau aus dem 20. Jahrhundert, die das Patrozinium der Bernadette Soubirous trägt. Die Kirche liegt in der Zona di Roma Tor Cervara. Sie hat einen abgesetzten Glockenturm und Ziegelsteinoptik.

## Geschichte
Die Pfarrei wurde am 5. November 1975 mit dem Dekret Neminem latet von Kardinalvikar Ugo Poletti aus Gebieten der Pfarreien Santa Maria Immacolata alla Cervelletta, San Vincenzo de’ Paoli, S. Maria Addolorata und Santa Maria del Soccorso errichtet. Die Betreuung der Pfarrei übernahm der römische Diözesanklerus. Die Kirche wurde von 1983 bis 1986 nach Plänen von Vivina Rizzi gebaut. Papst Johannes Paul II. besuchte die Kirche am 16. Dezember 1990. Papst Franziskus erhob sie am 30. September 2023 zur Titelkirche und verlieh sie Ángel Sixto Rossi SJ. Am 24. Mai 2024 besuchte er die Pfarrei.